# Reinhold Artmann
Reinhold Artmann (* 7. Juli 1870 in Coburg; † 9. Mai 1960 ebenda) war ein deutscher Politiker (SPD).

## Leben
Reinhold Artmann war Sohn des Berufssoldaten Johann Heinrich Artmann, der im September 1870 bei Sedan fiel. Reinhold Artmann absolvierte eine Schreinerlehre, ging danach auf Wanderschaft, die ihn bis nach Amerika führte, und arbeitete schließlich als Schreinermeister in Coburg. Artmann war Mitbegründer des Coburger Konsumvereins, schon vor 1900 trat er der Sozialdemokratischen Partei Deutschlands bei. Im Ersten Weltkrieg wurde er zum Landsturm eingezogen. Am 10. November 1918 wurde er Vorsitzender des Coburger Soldatenrates und zog nach der Wahl vom 9. Februar 1919 als Abgeordneter für die SPD in die Coburger Landesversammlung ein. Am 10. März 1919 wurde Artmann als eines von drei Mitgliedern – ab August mit dem Titel "Staatsrat" – in die Regierung des Freistaates Coburg gewählt. Er trat für den Anschluss Coburgs an das Land Thüringen ein. Das Amt des Staatsrats hatte er bis zur Vereinigung des Freistaats Coburg mit dem Freistaat Bayern am 1. Juli 1920 inne. Anschließend war er wieder als Schreiner tätig und fertigte unter anderem 1932 das Modell der Veste Coburg an, das im Coburger Rathaus aufgestellt ist. Nach dem Zweiten Weltkrieg gehörte er als Beisitzer einer Spruchkammer an. Im 90. Lebensjahr starb Reinhold Artmann 1960 als letztes ehemaliges Mitglied der Coburger Landesversammlung.